# Strofa piętnastowersowa
Strofa piętnastowersowa – forma stroficzna składająca się z piętnastu linijek połączonych różnymi układami rymów. W poezji europejskiej występuje bardzo rzadko, podobnie jak wszystkie strofy dłuższe od decymy.
Angielski poeta metafizyczny Henry Vaughan zastosował strofę piętnastowersową heterometryczną w wierszu The World.
I saw Eternity the other night,
Like a great ring of pure and endless light,
All calm, as it was bright;
And round beneath it, Time in hours, days, years,
Driv’n by the spheres
Like a vast shadow mov’d; in which the world
And all her train were hurl’d.
The doting lover in his quaintest strain
Did there complain;
Near him, his lute, his fancy, and his flights,
Wit’s sour delights,
With gloves, and knots, the silly snares of pleasure,
Yet his dear treasure
All scatter’d lay, while he his eyes did pour
Upon a flow’r.
Natomiast Francesco Petrarca strofę piętnastowersową wykorzystał w jednej ze swoich kancon. 
O aspectata in ciel beata et bella
anima che di nostra humanitade
vestita vai, non come l’altre carca:
perché ti sian men dure omai le strade,
a Dio dilecta, obedïente ancella,
onde al suo regno di qua giú si varca,
ecco novellamente a la tua barca,
ch’al cieco mondo à già volte le spalle
per gir al miglior porto,
d’un vento occidental dolce conforto;
lo qual per mezzo questa oscura valle,
ove piangiamo il nostro et l’altrui torto,
la condurrà de’ lacci antichi sciolta,
per dritissimo calle,
al verace orïente ov’ella è volta.
Strofę piętnastowersową można odnaleźć również w twórczości Giacoma Leopardiego
Italo ardito, a che giammai non posi
di svegliar dalle tombe
i nostri padri? ed a parlar gli meni
a questo secol morto, al quale incombe
tanta nebbia di tedio? E come or vieni
sí forte a’ nostri orecchi e sí frequente,
voce antica de’ nostri,
muta sí lunga etade? e perché tanti
risorgimenti? In un balen feconde
venner le carte; alla stagion presente
i polverosi chiostri
serbâro occulti i generosi e santi
detti degli avi. E che valor t’infonde,
italo egregio, il fato? O con l’umano
valor forse contrasta il fato invano?
(Ad Angelo Mai)